# Nejlepší brankář v československé hokejové lize
Nejlepší brankář v československé hokejové lize bylo ocenění pro nejlepšího brankáře.

## Držitelé
| Sezóna    | Hráč            | Tým              |
| --------- | --------------- | ---------------- |
| 1987/1988 | Jaromír Šindel  | HC Sparta Praha  |
| 1988/1989 | Dominik Hašek   | Tesla Pardubice  |
| 1989/1990 | Dominik Hašek   | HC Dukla Jihlava |
| 1990/1991 | Oldřich Svoboda | HC Dukla Jihlava |
| 1991/1992 | Rudolf Pejchar  | HC Škoda Plzeň   |
| 1992/1993 | Ivo Čapek       | HC Sparta Praha  |

## Souvislé články
- Nejlepší brankář (ELH)
- Nejlepší slovenský hokejový brankář